# Датско-латвийские отношения
Датско-латвийские отношения — двусторонние дипломатические отношения между Данией и Латвией.

## История
7 февраля 1921 года Дания признала независимость Латвии, а дипломатические отношения были восстановлены 27 августа 1991 года, после распада СССР. 3 ноября 1924 года между странами был подписан договор о торговле и мореплавании, а 28 августа 1930 года было подписано соглашение об экстрадиции.
В 1992 году королева Дании Маргрете II посетила Латвию и другие страны Балтии (Эстонию и Литву). 27 августа 2001 года министр иностранных дел Дании Могенс Люккетофт посетил Ригу, чтобы поддержать вступление Латвии в Европейский союз.  19 января 2011 года министр иностранных дел Латвии Гиртс Валдис Кристовскис прибыл в Данию для переговоров со своим коллегой Лене Эсперсен. В ходе переговоров они затронули темы связанные с Афганистаном, Лиссабонским договором и ситуацией в Белоруссии. Затем, министры иностранных дел Дании и Латвии выступили с совместным заявлением, в котором осудили задержание оппозиционных политиков в Белоруссии.

## Торговля
В 2007 году экспорт Дании в Латвию составил сумму 1 млрд. датских крон, а латвийский экспорт в Данию составил сумму 1,6 млрд. датских крон. Дания являлась третьим по величине иностранным инвестором в экономику Латвии, после Эстонии и Швеции.

## Дипломатические представительства
- У Дании имеется посольство в Риге[9].
- Латвия содержит посольство в Копенгагене[10].